# Giacomo Raspadori
Giacomo Raspadori, detto Jack (Bentivoglio, 18 febbraio 2000), è un calciatore italiano, attaccante dell'Atlético Madrid e della nazionale italiana, con cui è stato campione d'Europa nel 2021.

## Biografia
Nato a Bentivoglio, in provincia di Bologna, cresce nel limitrofo comune di Castel Maggiore. Secondogenito di Michele e Roberta, suo fratello Enrico, classe 1997 e attaccante come lui, ha calcato i campi di Serie D con il Mezzolara e, nella stagione 2022-2023, milita nel A.S.D. Castenaso Calcio, in Eccellenza, dopo aver giocato nelle varie selezioni giovanili del Sassuolo assieme al fratello. Ha frequentato il liceo scientifico, diplomandosi nell'estate del 2019 con il voto di 79/100 all'esame di maturità. Ha poi proseguito gli studi, iscrivendosi alla facoltà di Scienze Motorie dell'Università di Bologna.

## Caratteristiche tecniche
Attaccante brevilineo, è una seconda punta che può giocare anche come centravanti, e sa adattarsi nel ruolo di esterno d'attacco. Agile, veloce e dotato di ottima tecnica individuale, risulta abile sia in fase realizzativa sia nel fornire assist ai compagni. Bravo ad attaccare la profondità, spesso viene incontro alla palla per cucire il gioco sulla trequarti, dimostrando una buona visione di gioco. Ambidestro, si distingue anche per l'intensità con cui si muove tra i difensori avversari per creare spazi ai compagni. Ha dichiarato d'ispirarsi a Sergio Agüero.

## Carriera

### Club

#### Sassuolo
Inizia la sua esperienza calcistica assieme al fratello Enrico nel SCD Progresso Calcio 1919 di Castel Maggiore, una storica società bolognese che negli anni ha formato alcuni giocatori professionisti come Stefano Chiodi, Franco Cresci e Massimo Loviso.
Nel 2009 viene notato dagli osservatori del Sassuolo durante il torneo giovanile Umberto Tassi, una delle più importanti manifestazioni della regione. Dopo aver superato un provino da sotto età, viene tesserato dalla squadra emiliana, facendo, sempre assieme al fratello, tutta la trafila delle giovanili. Mette subito in mostra le sue qualità nelle varie categorie, venendo spesso impiegato in quelle superiori rispetto alla sua età. A 14 anni rifiuta offerte provenienti da club importanti come Inter, Milan e Roma.
Nella stagione 2017-2018 entra nella formazione Primavera, dove colleziona 9 gol e 6 assist in 27 presenze, tanto da conquistare la fiducia di Giuseppe Iachini, che lo convoca in prima squadra per la sfida di Serie A contro il Chievo del 4 marzo 2018. La giornata verrà poi rinviata per l'improvvisa morte, avvenuta nella notte precedente, del capitano della Fiorentina Davide Astori.
Dopo un'ottima annata con la formazione Primavera (15 reti in 26 incontri), il 26 maggio 2019, a 19 anni, il tecnico Roberto De Zerbi lo fa debuttare tra i professionisti, e in Serie A, in occasione dell'ultima giornata di campionato, nell'incontro perso per 3-1 contro l'Atalanta a Reggio Emilia.
Nella stagione 2019-2020 viene inserito stabilmente in prima squadra, esordendo già il 25 agosto alla prima giornata di campionato contro il Torino. L'11 luglio 2020 gioca, invece, la sua prima partita da titolare contro la Lazio; in tale occasione realizza anche il suo primo gol in carriera, permettendo al Sassuolo di vincere la gara per 1-2. Va ancora a segno, poi, il 29 luglio, nel successo per 5-0 contro il Genoa, una manciata di secondi dopo aver rilevato Filip Đuričić. Termina così la sua prima effettiva stagione in massima serie coi neroverdi, con un bottino di 2 reti in 11 presenze.
Nella stagione successiva Raspadori trova molto più spazio, soprattutto come alternativa a Francesco Caputo nel ruolo di centravanti. Il 3 aprile 2021, nella partita casalinga contro la Roma, indossa per la prima volta la fascia di capitano, segnando, nella stessa gara, la rete del 2-2 finale. Il successivo 21 aprile, subentrando dalla panchina, realizza la sua prima doppietta in carriera, ribaltando il risultato nella gara vinta 2-1 in trasferta contro il Milan a San Siro. Conclude l'annata con 27 presenze e 6 gol in campionato.
Nella stagione 2021-2022, con il nuovo allenatore Alessio Dionisi, gioca titolare nel tridente offensivo al fianco di Domenico Berardi e Gianluca Scamacca, realizzando 10 gol in 38 presenze complessive.

#### Napoli
Il 20 agosto 2022 viene ceduto al Napoli in prestito oneroso per 5 milioni di euro, con obbligo di riscatto fissato a 25 milioni più altri 5 di bonus. Debutta con i partenopei il 28 agosto seguente, subentrando a Piotr Zieliński nell'ultima mezz'ora della gara esterna contro la Fiorentina (0-0), valida per la terza giornata di Serie A. Realizza la sua prima rete con il Napoli il 10 settembre, consentendo agli azzurri di vincere l'incontro casalingo di campionato con lo Spezia (1-0). Si ripete quattro giorni dopo, quando, al suo esordio nelle coppe europee, realizza un gol nella gara di Champions League vinta per 3-0 contro il Rangers all'Ibrox Stadium. Il 4 ottobre segna la sua prima doppietta in Champions League, nella partita vinta per 6-1 in trasferta contro l'Ajax. Il 23 aprile 2023 decide con una rete al 93' la sfida sul campo della Juventus (0-1), valida per la 31ª giornata di campionato. Infine, il 4 maggio, grazie al pareggio contro l'Udinese (1-1), si aggiudica il primo scudetto della sua carriera, il terzo della storia per il club. Utilizzato principalmente come alternativa di Victor Osimhen, chiude la stagione con 33 presenze e 6 gol complessivi. Il 13 maggio seguente viene riscattato e il 1º agosto rinnova ufficialmente con i partenopei fino al 2028.
Realizza la sua prima marcatura dell'annata 2023-2024 il successivo 16 settembre, in occasione del pareggio per 2-2 sul campo del Genoa, valido per la quarta giornata di campionato. Si ripete il 24 ottobre seguente, siglando la rete decisiva nel successo esterno per 1-0 contro l'Union Berlino, valevole per il terzo turno della fase a gironi di Champions League. Il 3 marzo 2024 mette a segno il gol-vittoria nella sfida casalinga contro la Juventus, valida per la 27ª giornata di Serie A e terminata col risultato di 2-1. La stagione, tuttavia, si rivela negativa per il Napoli campione d'Italia, che chiude al 10º posto in campionato; Raspadori raccoglie complessivamente 47 presenze e 6 gol, pur essendo spesso utilizzato solo come alternativa ai titolari.
Nell'annata successiva, sotto la guida di Antonio Conte, trova inizialmente un minutaggio sempre più ridotto, faticando ad incidere nelle poche occasioni concessegli. Riesce comunque a risultare decisivo nella partita casalinga del 29 dicembre 2024, contro il Venezia, realizzando da subentrato la sua prima rete stagionale, che fissa il punteggio sul definitivo 1-0. Nella seconda parte di campionato, complici l'addio di Khvicha K'varatskhelia durante il mercato invernale e gli infortuni di David Neres, Raspadori viene utilizzato maggiormente dall'allenatore leccese, andando anche a segno nel pareggio per 2-2 sul campo della Lazio e nella sconfitta esterna per 2-1 contro il Como. Si ripete, poi, nella gara casalinga del 9 marzo 2025, contro la Fiorentina, siglando il gol del momentaneo 2-0 a favore dei partenopei (la partita terminerà poi col risultato di 2-1); nella stessa occasione raggiunge anche quota 100 presenze complessive in maglia azzurra. Il 3 maggio seguente decide con una rete su punizione la sfida sul campo del Lecce (0-1), valevole per la 35ª giornata di Serie A. Il 23 dello stesso mese vince il suo secondo scudetto con i partenopei (il quarto nella storia del club), in virtù del successo casalingo per 2-0 contro il Cagliari, valido per l'ultima giornata di campionato. Chiude la stagione con 6 gol in 29 presenze complessive.

#### Atlético Madrid
L'11 agosto 2025 si trasferisce a titolo definitivo all'Atlético Madrid, in Primera División, per 22 milioni di euro più altri 4 di bonus, firmando un contratto valido fino al 30 giugno 2030. Debutta con i Colchoneros sei giorni più tardi, subentrando nel secondo tempo della gara persa 2-1 contro l'Espanyol, valevole per la prima giornata di campionato.

### Nazionale

#### Nazionali giovanili

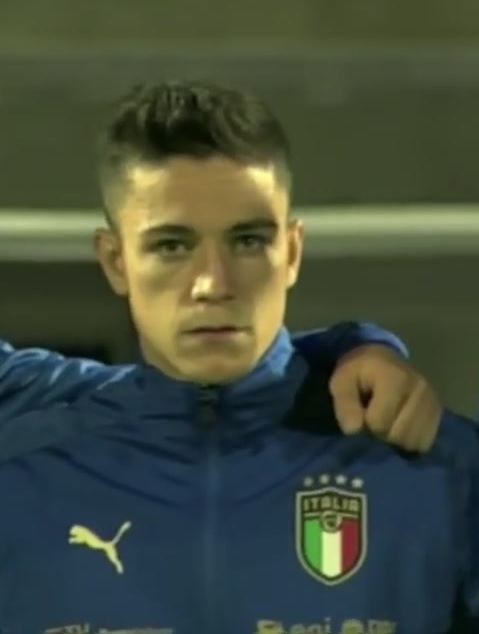
Raspadori con la nazionale Under-20 nel 2021

A partire dal 2016 fa regolarmente parte delle varie rappresentative giovanili italiane. Con l'Under-19 nel 2019 partecipa all'Europeo di categoria in Armenia, nel quale realizza un gol.
Convocato dal CT Paolo Nicolato, esordisce con la nazionale Under-21 il 3 settembre 2020, giocando da titolare nella partita amichevole vinta per 2-1 contro la Slovenia a Lignano Sabbiadoro. Realizza le sue prime reti con l'Under-21 il seguente 18 novembre, segnando una doppietta nella partita di qualificazione vinta per 4-1 contro la Svezia a Pisa. Nel marzo del 2021 viene inserito nella lista dei 23 convocati per la fase a gironi dell'Europeo Under-21, dove realizza un gol nella terza partita del girone, vinta per 4-0 contro la Slovenia. Partecipa anche alla successiva fase a eliminazione diretta, nella quale l'Italia viene eliminata ai quarti di finale dal Portogallo.

#### Nazionale maggiore
Il 28 maggio 2021 arriva la sua prima convocazione con la nazionale del CT Roberto Mancini per l'amichevole contro San Marino, partita di preparazione all'Europeo, rientrando così nella lista dei 33 pre-convocati per la manifestazione. Viene successivamente incluso anche nella lista definitiva dei 26 convocati, pur non avendo collezionato ancora nessuna presenza con gli Azzurri. Fa il suo esordio il 4 giugno 2021, a 21 anni, subentrando a Ciro Immobile nell'amichevole vinta per 4-0 contro la Rep. Ceca a Bologna. Il successivo 20 giugno debutta invece all'Europeo, entrando in campo al posto di Bernardeschi nel secondo tempo della terza gara del girone, vinta 1-0 contro il Galles. Non ottiene altre presenze nel corso del torneo, ma si laurea campione d'Europa al termine della finale di Wembley, vinta ai rigori contro l'Inghilterra.
Il successivo 8 settembre scende in campo per la prima volta da titolare nella partita delle qualificazioni mondiali vinta 5-0 contro la Lituania a Reggio Emilia; nell'occasione realizza anche il suo primo gol in nazionale. Di seguito, viene inserito tra i 23 convocati per la fase finale della UEFA Nations League, dove l'Italia ottiene il terzo posto. Il 24 marzo 2022 subentra durante la semifinale degli spareggi per la qualificazione al campionato del mondo 2022, persa 1-0 contro la Macedonia del Nord a Palermo; il risultato sancisce l'eliminazione degli Azzurri, che mancano così l'appuntamento alla rassegna iridata per la seconda edizione consecutiva. Cinque giorni dopo, nella partita amichevole vinta 3-2 a Konya contro la Turchia, Raspadori realizza la sua prima doppietta in nazionale.

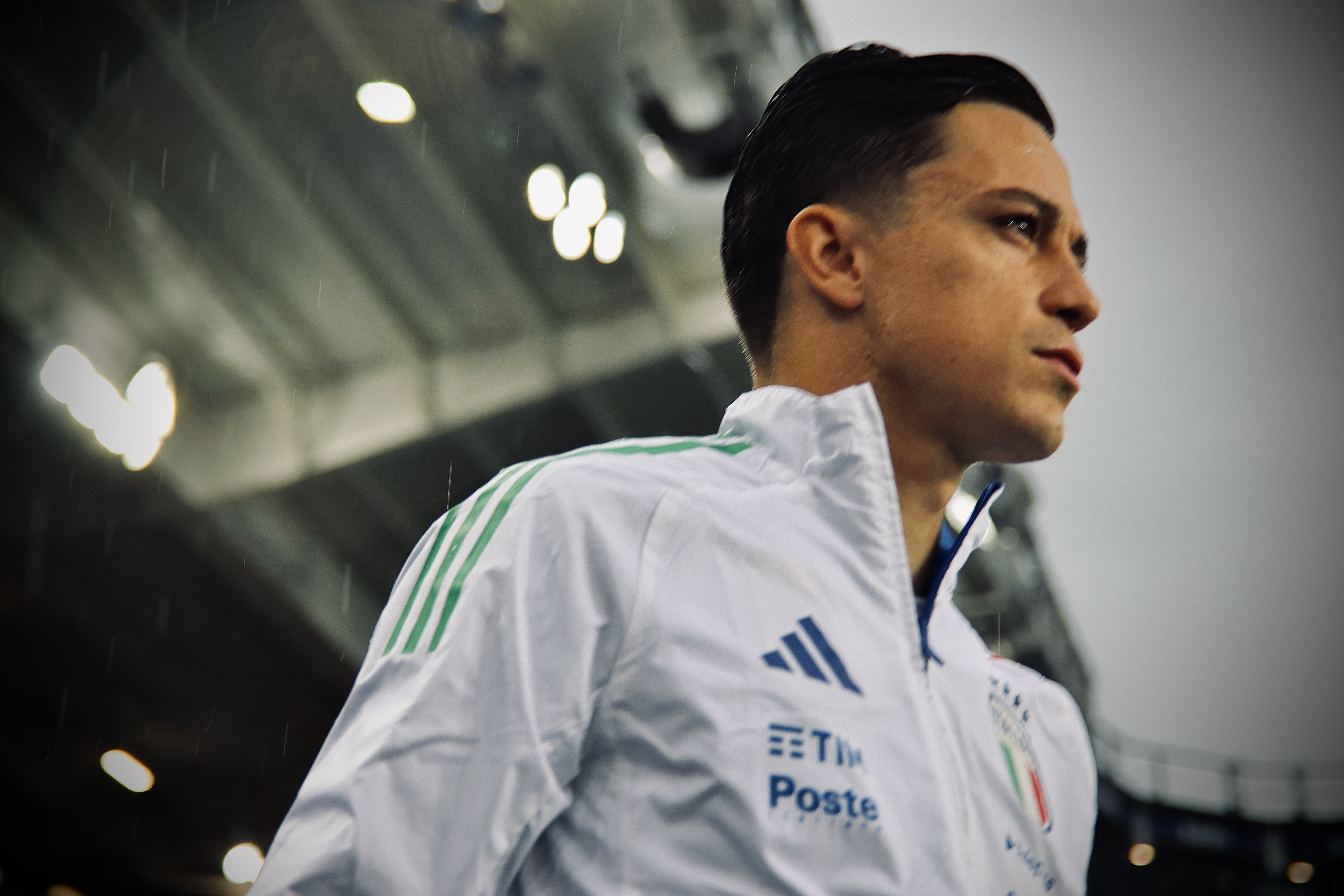
Raspadori con la nazionale italiana nel 2025

Il successivo 23 settembre mette a segno la rete decisiva nella gara di Nations League vinta per 1-0 contro l'Inghilterra a San Siro. Si ripete tre giorni dopo, nella vittoria per 2-0 contro l'Ungheria a Budapest, che permette all'Italia di conquistare il primo posto nel girone di Nations League e qualificarsi così alla fase finale, per la quale Raspadori viene convocato nel giugno del 2023. Anche stavolta, però, gli Azzurri non vanno oltre il terzo posto.
Nel giugno 2024 viene incluso dal nuovo CT Luciano Spalletti nella rosa dei 26 convocati per il campionato d'Europa 2024 in Germania, dove ottiene due presenze. Il successivo 6 settembre, nel corso della prima partita della Nations League 2024-2025, disputata a Parigi contro la Francia, sigla la rete che fissa il punteggio sul definitivo 3-1 per l'Italia.

## Statistiche

### Presenze e reti nei club
Statistiche aggiornate al 17 agosto 2025.
| Stagione        | Squadra         | Campionato      | Campionato | Campionato | Coppe nazionali | Coppe nazionali | Coppe nazionali | Coppe continentali | Coppe continentali | Coppe continentali | Altre coppe | Altre coppe | Altre coppe | Totale | Totale |
| Stagione        | Squadra         | Comp            | Pres       | Reti       | Comp            | Pres            | Reti            | Comp               | Pres               | Reti               | Comp        | Pres        | Reti        | Pres   | Reti   |
| --------------- | --------------- | --------------- | ---------- | ---------- | --------------- | --------------- | --------------- | ------------------ | ------------------ | ------------------ | ----------- | ----------- | ----------- | ------ | ------ |
| 2018-2019       | Sassuolo        | A               | 1          | 0          | CI              | 0               | 0               | -                  | -                  | -                  | -           | -           | -           | 1      | 0      |
| 2019-2020       | Sassuolo        | A               | 11         | 2          | CI              | 2               | 0               | -                  | -                  | -                  | -           | -           | -           | 13     | 2      |
| 2020-2021       | Sassuolo        | A               | 27         | 6          | CI              | 1               | 0               | -                  | -                  | -                  | -           | -           | -           | 28     | 6      |
| 2021-2022       | Sassuolo        | A               | 36         | 10         | CI              | 2               | 0               | -                  | -                  | -                  | -           | -           | -           | 38     | 10     |
| ago. 2022       | Sassuolo        | A               | 1          | 0          | CI              | 1               | 0               | -                  | -                  | -                  | -           | -           | -           | 2      | 0      |
| Totale Sassuolo | Totale Sassuolo | Totale Sassuolo | 76         | 18         |                 | 6               | 0               |                    | -                  | -                  |             | -           | -           | 82     | 18     |
| ago. 2022-2023  | Napoli          | A               | 25         | 2          | CI              | 1               | 0               | UCL                | 7                  | 4                  | -           | -           | -           | 33     | 6      |
| 2023-2024       | Napoli          | A               | 37         | 5          | CI              | 1               | 0               | UCL                | 8                  | 1                  | SI          | 1           | 0           | 47     | 6      |
| 2024-2025       | Napoli          | A               | 26         | 6          | CI              | 3               | 0               | -                  | -                  | -                  | -           | -           | -           | 29     | 6      |
| Totale Napoli   | Totale Napoli   | Totale Napoli   | 88         | 13         |                 | 5               | 0               |                    | 15                 | 5                  |             | 1           | 0           | 109    | 18     |
| 2025-2026       | Atlético Madrid | PD              | 1          | 0          | CR              | 0               | 0               | UCL                | 0                  | 0                  | SS          | 0           | 0           | 1      | 0      |
| Totale carriera | Totale carriera | Totale carriera | 165        | 31         |                 | 11              | 0               |                    | 15                 | 5                  |             | 1           | 0           | 192    | 36     |

### Cronologia presenze e reti in nazionale
| Cronologia completa delle presenze e delle reti in nazionale ― Italia | Cronologia completa delle presenze e delle reti in nazionale ― Italia | Cronologia completa delle presenze e delle reti in nazionale ― Italia | Cronologia completa delle presenze e delle reti in nazionale ― Italia | Cronologia completa delle presenze e delle reti in nazionale ― Italia | Cronologia completa delle presenze e delle reti in nazionale ― Italia | Cronologia completa delle presenze e delle reti in nazionale ― Italia | Cronologia completa delle presenze e delle reti in nazionale ― Italia |
| Data                                                                  | Città                                                                 | In casa                                                               | Risultato                                                             | Ospiti                                                                | Competizione                                                          | Reti                                                                  | Note                                                                  |
| --------------------------------------------------------------------- | --------------------------------------------------------------------- | --------------------------------------------------------------------- | --------------------------------------------------------------------- | --------------------------------------------------------------------- | --------------------------------------------------------------------- | --------------------------------------------------------------------- | --------------------------------------------------------------------- |
| 4-6-2021                                                              | Bologna                                                               | Italia                                                                | 4 – 0                                                                 | Rep. Ceca                                                             | Amichevole                                                            | -                                                                     | 77’                                                                   |
| 20-6-2021                                                             | Roma                                                                  | Italia                                                                | 1 – 0                                                                 | Galles                                                                | Euro 2020 - 1º turno                                                  | -                                                                     | 75’                                                                   |
| 2-9-2021                                                              | Firenze                                                               | Italia                                                                | 1 – 1                                                                 | Bulgaria                                                              | Qual. Mondiali 2022                                                   | -                                                                     | 76’                                                                   |
| 5-9-2021                                                              | Basilea                                                               | Svizzera                                                              | 0 – 0                                                                 | Italia                                                                | Qual. Mondiali 2022                                                   | -                                                                     | 90’                                                                   |
| 8-9-2021                                                              | Reggio Emilia                                                         | Italia                                                                | 5 – 0                                                                 | Lituania                                                              | Qual. Mondiali 2022                                                   | 1                                                                     |                                                                       |
| 10-10-2021                                                            | Torino                                                                | Italia                                                                | 2 – 1                                                                 | Belgio                                                                | UEFA Nations League 2020-2021 - Finale 3º posto                       | -                                                                     | 66’                                                                   |
| 12-11-2021                                                            | Roma                                                                  | Italia                                                                | 1 – 1                                                                 | Svizzera                                                              | Qual. Mondiali 2022                                                   | -                                                                     | 79’                                                                   |
| 24-3-2022                                                             | Palermo                                                               | Italia                                                                | 0 – 1                                                                 | Macedonia del Nord                                                    | Qual. Mondiali 2022                                                   | -                                                                     | 64’                                                                   |
| 29-3-2022                                                             | Konya                                                                 | Turchia                                                               | 2 – 3                                                                 | Italia                                                                | Amichevole                                                            | 2                                                                     | 89’                                                                   |
| 1-6-2022                                                              | Londra                                                                | Italia                                                                | 0 – 3                                                                 | Argentina                                                             | Coppa dei Campioni CONMEBOL-UEFA 2022                                 | -                                                                     |                                                                       |
| 7-6-2022                                                              | Cesena                                                                | Italia                                                                | 2 – 1                                                                 | Ungheria                                                              | UEFA Nations League 2022-2023 - 1º turno                              | -                                                                     | 84’                                                                   |
| 11-6-2022                                                             | Wolverhampton                                                         | Inghilterra                                                           | 0 – 0                                                                 | Italia                                                                | UEFA Nations League 2022-2023 - 1º turno                              | -                                                                     | 76’                                                                   |
| 14-6-2022                                                             | Mönchengladbach                                                       | Germania                                                              | 5 – 2                                                                 | Italia                                                                | UEFA Nations League 2022-2023 - 1º turno                              | -                                                                     | 46’                                                                   |
| 23-9-2022                                                             | Milano                                                                | Italia                                                                | 1 – 0                                                                 | Inghilterra                                                           | UEFA Nations League 2022-2023 - 1º turno                              | 1                                                                     | 81’                                                                   |
| 26-9-2022                                                             | Budapest                                                              | Ungheria                                                              | 0 – 2                                                                 | Italia                                                                | UEFA Nations League 2022-2023 - 1º turno                              | 1                                                                     | 72’                                                                   |
| 16-11-2022                                                            | Tirana                                                                | Albania                                                               | 1 – 3                                                                 | Italia                                                                | Amichevole                                                            | -                                                                     | 90’                                                                   |
| 20-11-2022                                                            | Vienna                                                                | Austria                                                               | 2 – 0                                                                 | Italia                                                                | Amichevole                                                            | -                                                                     | 71’                                                                   |
| 18-6-2023                                                             | Enschede                                                              | Paesi Bassi                                                           | 2 – 3                                                                 | Italia                                                                | UEFA Nations League 2022-2023 - Finale 3º posto                       | -                                                                     | 63’                                                                   |
| 9-9-2023                                                              | Skopje                                                                | Macedonia del Nord                                                    | 1 – 1                                                                 | Italia                                                                | Qual. Euro 2024                                                       | -                                                                     | 89’                                                                   |
| 12-9-2023                                                             | Milano                                                                | Italia                                                                | 2 – 1                                                                 | Ucraina                                                               | Qual. Euro 2024                                                       | -                                                                     | 72’                                                                   |
| 14-10-2023                                                            | Bari                                                                  | Italia                                                                | 4 – 0                                                                 | Malta                                                                 | Qual. Euro 2024                                                       | -                                                                     |                                                                       |
| 17-10-2023                                                            | Londra                                                                | Inghilterra                                                           | 3 – 1                                                                 | Italia                                                                | Qual. Euro 2024                                                       | -                                                                     | 78’                                                                   |
| 17-11-2023                                                            | Roma                                                                  | Italia                                                                | 5 – 2                                                                 | Macedonia del Nord                                                    | Qual. Euro 2024                                                       | 1                                                                     | 90’                                                                   |
| 20-11-2023                                                            | Leverkusen                                                            | Ucraina                                                               | 0 – 0                                                                 | Italia                                                                | Qual. Euro 2024                                                       | -                                                                     | 46’                                                                   |
| 21-3-2024                                                             | Fort Lauderdale                                                       | Venezuela                                                             | 1 – 2                                                                 | Italia                                                                | Amichevole                                                            | -                                                                     | 87’                                                                   |
| 24-3-2024                                                             | Harrison                                                              | Ecuador                                                               | 0 – 2                                                                 | Italia                                                                | Amichevole                                                            | -                                                                     | 76’                                                                   |
| 4-6-2024                                                              | Bologna                                                               | Italia                                                                | 0 – 0                                                                 | Turchia                                                               | Amichevole                                                            | -                                                                     | 68’                                                                   |
| 9-6-2024                                                              | Empoli                                                                | Italia                                                                | 1 – 0                                                                 | Bosnia ed Erzegovina                                                  | Amichevole                                                            | -                                                                     | 77’                                                                   |
| 20-6-2024                                                             | Gelsenkirchen                                                         | Spagna                                                                | 1 – 0                                                                 | Italia                                                                | Euro 2024 - 1º turno                                                  | -                                                                     | 82’                                                                   |
| 24-6-2024                                                             | Lipsia                                                                | Croazia                                                               | 1 – 1                                                                 | Italia                                                                | Euro 2024 - 1º turno                                                  | -                                                                     | 75’                                                                   |
| 6-9-2024                                                              | Parigi                                                                | Francia                                                               | 1 – 3                                                                 | Italia                                                                | UEFA Nations League 2024-2025 - 1º turno                              | 1                                                                     | 46’                                                                   |
| 9-9-2024                                                              | Budapest                                                              | Israele                                                               | 1 – 2                                                                 | Italia                                                                | UEFA Nations League 2024-2025 - 1º turno                              | -                                                                     | 64’                                                                   |
| 10-10-2024                                                            | Roma                                                                  | Italia                                                                | 2 – 2                                                                 | Belgio                                                                | UEFA Nations League 2024-2025 - 1º turno                              | -                                                                     | 80’                                                                   |
| 14-10-2024                                                            | Udine                                                                 | Italia                                                                | 4 – 1                                                                 | Israele                                                               | UEFA Nations League 2024-2025 - 1º turno                              | -                                                                     | 73’                                                                   |
| 14-11-2024                                                            | Bruxelles                                                             | Belgio                                                                | 0 – 1                                                                 | Italia                                                                | UEFA Nations League 2024-2025 - 1º turno                              | -                                                                     | 79’                                                                   |
| 17-11-2024                                                            | Milano                                                                | Italia                                                                | 1 – 3                                                                 | Francia                                                               | UEFA Nations League 2024-2025 - 1º turno                              | -                                                                     | 67’                                                                   |
| 20-3-2025                                                             | Milano                                                                | Italia                                                                | 1 – 2                                                                 | Germania                                                              | UEFA Nations League 2024-2025 - Quarti di finale                      | -                                                                     | 71’                                                                   |
| 23-3-2025                                                             | Dortmund                                                              | Germania                                                              | 3 – 3                                                                 | Italia                                                                | UEFA Nations League 2024-2025 - Quarti di finale                      | 1                                                                     | 68’                                                                   |
| 6-6-2025                                                              | Oslo                                                                  | Norvegia                                                              | 3 – 0                                                                 | Italia                                                                | Qual. Mondiali 2026                                                   | -                                                                     | 83’                                                                   |
| 9-6-2025                                                              | Reggio Emilia                                                         | Italia                                                                | 2 – 0                                                                 | Moldavia                                                              | Qual. Mondiali 2026                                                   | 1                                                                     | 77’                                                                   |
| Totale                                                                |                                                                       | Presenze                                                              | 40                                                                    |                                                                       | Reti                                                                  | 9                                                                     |                                                                       |

| Cronologia completa delle presenze e delle reti in nazionale ― Italia under 21 | Cronologia completa delle presenze e delle reti in nazionale ― Italia under 21 | Cronologia completa delle presenze e delle reti in nazionale ― Italia under 21 | Cronologia completa delle presenze e delle reti in nazionale ― Italia under 21 | Cronologia completa delle presenze e delle reti in nazionale ― Italia under 21 | Cronologia completa delle presenze e delle reti in nazionale ― Italia under 21 | Cronologia completa delle presenze e delle reti in nazionale ― Italia under 21 | Cronologia completa delle presenze e delle reti in nazionale ― Italia under 21 |
| Data                                                                           | Città                                                                          | In casa                                                                        | Risultato                                                                      | Ospiti                                                                         | Competizione                                                                   | Reti                                                                           | Note                                                                           |
| ------------------------------------------------------------------------------ | ------------------------------------------------------------------------------ | ------------------------------------------------------------------------------ | ------------------------------------------------------------------------------ | ------------------------------------------------------------------------------ | ------------------------------------------------------------------------------ | ------------------------------------------------------------------------------ | ------------------------------------------------------------------------------ |
| 3-9-2020                                                                       | Lignano Sabbiadoro                                                             | Italia under 21                                                                | 2 – 1                                                                          | Slovenia under 21                                                              | Amichevole                                                                     | -                                                                              |                                                                                |
| 13-10-2020                                                                     | Pisa                                                                           | Italia under 21                                                                | 2 – 0                                                                          | Irlanda under 21                                                               | Qual. Europeo Under-21 2021                                                    | -                                                                              | 83’                                                                            |
| 15-11-2020                                                                     | Differdange                                                                    | Lussemburgo under 21                                                           | 0 – 4                                                                          | Italia under 21                                                                | Qual. Europeo Under-21 2021                                                    | -                                                                              | 78’                                                                            |
| 18-11-2020                                                                     | Pisa                                                                           | Italia under 21                                                                | 4 – 1                                                                          | Svezia under 21                                                                | Qual. Europeo Under-21 2021                                                    | 2                                                                              |                                                                                |
| 24-3-2021                                                                      | Celje                                                                          | Rep. Ceca under 21                                                             | 1 – 1                                                                          | Italia under 21                                                                | Europeo Under-21 2021 - 1º turno                                               | -                                                                              | 73’                                                                            |
| 27-3-2021                                                                      | Maribor                                                                        | Spagna under 21                                                                | 0 – 0                                                                          | Italia under 21                                                                | Europeo Under-21 2021 - 1º turno                                               | -                                                                              | 70’ 90+5’                                                                      |
| 30-3-2021                                                                      | Maribor                                                                        | Italia under 21                                                                | 4 – 0                                                                          | Slovenia under 21                                                              | Europeo Under-21 2021 - 1º turno                                               | 1                                                                              | 73’                                                                            |
| 31-5-2021                                                                      | Lubiana                                                                        | Portogallo under 21                                                            | 5 – 3 dts                                                                      | Italia under 21                                                                | Europeo Under-21 2021 - Quarti di finale                                       | -                                                                              |                                                                                |
| Totale                                                                         |                                                                                | Presenze                                                                       | 8                                                                              |                                                                                | Reti                                                                           | 3                                                                              |                                                                                |

## Palmarès

### Club

#### Competizioni giovanili
- Supercoppa Dante Berretti: 1

Sassuolo: 2018

#### Competizioni nazionali
- Campionato italiano: 2

Napoli: 2022-2023, 2024-2025

### Nazionale
- Campionato d'Europa: 1

Europa 2020

### Individuale
- Premio Bulgarelli Number 8: 1

Miglior giovane Serie A: 2021-2022